# Thagria davaoensis
Thagria davaoensis är en insektsart som beskrevs av Nielson 1977. Thagria davaoensis ingår i släktet Thagria och familjen dvärgstritar. Inga underarter finns listade i Catalogue of Life.